# 戦隊
戦隊（せんたい、英: Squadron もしくは Flotilla）は軍隊の編制・編成の単位の一つ。
陸軍・海軍・空軍のいずれの部隊においても用いられる単語であるが、その性質上、空軍（陸軍航空部隊・海軍航空部隊を含む）や臨時編成の頻繁な海軍において多く用いられ、空軍に限れば飛行隊とも訳される。

## 日本陸軍
大日本帝国陸軍では、主に航空部隊（陸軍航空部隊、陸軍航空隊）の基本編制単位として「戦隊（飛行戦隊:F）」を用いた。従来は「連隊（飛行連隊:FR）」を用いていたが、1930年代末から順次実施された空地分離化（飛行部隊と支援部隊を分離）という大規模な改編に合わせ「戦隊」に変更された。なお、実戦部隊と後方支援部隊とを分離する編制が飛行戦隊と疑似している海上挺進戦隊でも「戦隊」が用いられた。
また、地上部隊においては、臨時の編成単位として「戦隊」を用いることがまれにあった。

## 日本海軍
大日本帝国海軍では艦隊（Fleet）内の基本単位の一つ。
海軍大学校編纂の｢兵語界説｣では ｢作戦ニ於テ一指揮ノ下ニ行動シ、各種ノ機関ヲ具備シ独立シテ行動シ得ル軍隊ノ大単位｣ を戦略単位である艦隊とした
。
平時には、定数分の軍艦もしくは軍艦1隻に相当する員数をもつ単位の部隊複数をもって編制し、これを基本単位としたいくつかの部隊を併せて艦隊を編制し運用した（1隻あたり、数百人が乗船している事に注意）。
戦時においては、欠員が発生した場合などは埋め合わせるために臨時編制を繰り返した。
また｢兵語界説｣では ｢戦闘ニ於テ一指揮下ニ概ネ一団ヲ為シテ動作シ、固有ノ戦闘任務ニ応シ、戦術上各種ノ術策ヲ施スニ足ル軍隊ノ単位｣ が戦術単位である戦隊であり、軍艦2隻以上（駆逐艦2隻以上も含む）、若しくは航空隊2隊以上をもって編成され、典型的な戦術単位とされた。なお戦艦や重巡洋艦など、主に砲撃力主体の艦艇で編成した部隊を狭義の「戦隊」と呼び、航空母艦など航空戦力主体の部隊を「航空戦隊」、軽巡洋艦や駆逐艦で構成された部隊を「水雷戦隊」、潜水艦で構成された部隊を「潜水戦隊」というように、その戦隊の役割を前につけて呼称した。
基本的に「戦隊」は同型艦を集めて戦隊を構成し、運用するのが基本であった。「戦隊」は戦艦・巡洋艦2~4隻からなり、「航空戦隊」は2隻で編制された航空母艦、水上機母艦の部隊であり、これに直衛の駆逐隊が加わる。また、基地航空隊を航空戦隊と呼称していた例もある。水雷戦隊は旗艦を勤める1隻の軽巡洋艦と、それに従う数個駆逐隊（一個駆逐隊あたり駆逐艦2~4隻）で編成されていた。潜水戦隊は、潜水艦3隻で潜水隊を編成し、潜水隊3隊（計9隻）で潜水戦隊を編成した。旗艦は軽巡洋艦か潜水母艦がなった。旗艦設備を持つ巡潜3型や甲型潜水艦の竣工以後はこれが潜水戦隊旗艦となった。これらの複数部隊を集めて艦隊を編制することが平時の通例であった。
しかしながら、上記の編成はあくまで平時の一般的編制例であり、戦時においては時代の推移や戦況の変化などにより欠員や増員が発生すると様々な戦隊構成が見られる。
ただし、戦闘単位として固定化傾向があるため、アメリカ合衆国海軍において任務ごとに適宜編制されるタスクフォースより運用の柔軟性は著しく劣るという欠点があるが、僚艦の能力や性質を熟知でき、連携を取りやすくなるという利点もある。

## 海上自衛隊
海上自衛隊では、戦隊という語は用いずに、隊の上位には「群（Flotilla）」を置いている。なお、「Squadron（戦隊）」の英訳を当てているのは練習艦隊と護衛艦隊傘下の第1海上補給隊のみである。

## アメリカ海軍
1973年（昭和48年）6月30日まで、アメリカ海軍では艦隊内の区分は昇順であり、空母戦隊、戦艦戦隊、巡洋艦戦隊、駆逐隊、および潜水隊はDivision、駆逐戦隊および潜水戦隊などはSquadronと呼称していた。さらに駆逐艦および潜水艦は2-3個戦隊で隊群、Flotillaを編成した。 現在のSquadronはかつてのDivisionに相当するものである。